# Захаров, Василий Николаевич
Василий Николаевич Захаров — российский учёный, ректор Волжского государственного университета водного транспорта (1978—2007).

## Биография
Родился 23 февраля 1937 года.
Окончил Благовещенское речное училище, факультет судовождения и эксплуатации Государственного института инженеров водного транспорта (ГИИВТ) (1962) и Всесоюзный заочный институт инженеров железнодорожного транспорта (1968).
С 1962 г. работал в управлении Волжского объединённого речного пароходства (ВОРП): диспетчер, заместитель главного диспетчера, начальник вычислительного центра. В 1973—1977 гг. — начальник ВЦ пароходств центрального бассейна и главный конструктор АСУ «Пароходство».
С 1977 по 2007 г. — ректор ГИИВТ-ВГАВТ. С 2007 г. советник ректората.
Доктор технических наук, профессор. Автор более 100 научных работ, в том числе 2 учебников для вузов.
Заслуженный деятель науки и техники РСФСР (21.10.1993), почётный работник транспорта РФ. Награждён орденами Дружбы народов (1981), Почёта (1997), медалью ордена «За заслуги перед Отечеством» II степени (03.10.2006).
Умер 13 сентября 2019 года.
Сочинения:
- Совершенствование системы оперативного управления комплексным обслуживанием транспортных судов в портах : диссертация ... кандидата технических наук : 05.00.00 / В.Н.Захаров. - Горький, 1970. - 233 с. : ил.
- Научные основы оперативного управления работой грузовых судов речного флота : диссертация ... доктора технических наук : 05.22.19. - Горький, 1983. - 402 c. : ил.
- Основы диспетчерского руководства и коммерческой работы [Текст] : Учеб. пособие для студентов эксплуатац. спец. - Горький : ГИИВТ, 1979. - 96 с.; 20 см.
- Оперативное управление работой грузовых судов речного флота на базе АСУ "Пароходство" : Учеб. пособие для слушателей ФПК / В. Н. Захаров, В. М. Федюшин; Горьков. ин-т инженеров вод. трансп. - Горький : ГИИВТ, 1987. - 75,[3] с., [7] отд. л. табл. : ил.; 20 см.
- Организация работы речного флота : [Учеб. для ин-тов вод. трансп.] / В. Н. Захаров, В. П. Зачесов, А. Г. Малышкин. - М. : Транспорт, 1994. - 286,[1] с. : ил.; 25 см.; ISBN 5-277-00633-8 (В пер.) :
- Основные тенденции развития мирового водного транспорта : Учеб. пособие для слушателей ФПК ИТР / В. Н. Захаров, В. М. Селезнев, Н. И. Паламешев; Горьков. ин-т инженеров вод. трансп. - Горький : ГИИВТ, 1986. - 95,[2] с.; 21 см.
- Автоматизация оперативного контроля дислокации флота [Текст] : Учеб. пособие для слушателей фак. повышения квалификации ИТР / В.Н. Захаров, Г.Б. Журавлев, Н.К. Кустов. - Горький : ГИИВТ, 1977. - 81 с. : граф.; 20 см.
- Регулирование движения флота в смежных параходствах с применением ЭВМ [Текст] : Учеб. пособие для слушателей фак. повышения квалификации ИТР / В. Н. Захаров, В. В. Трубин ; Горьк. ин-т инженеров водного транспорта. - Горький : Горьк. ин-т инженеров водного транспорта, 1975. - 63 с. : граф.; 22 см.
- Автоматизированная обработка информации в портах [Текст] : Учеб. пособие для слушателей фак. повышения квалификации ИТР / М-во реч. флота РСФСР. Горьк. ин-т инженеров водного транспорта. - Горький : [Горьк. ин-т инженеров водного транспорта], 1974. - 82 с. : ил.; 21 см.